# Camp d'Esports d'Aixovall
El Camp d'Esports d'Aixovall llamado DEVK-Arena por motivos de patrocinio fue un estadio de fútbol ubicado en Aixovall, San Julián de Loria, Andorra. Su capacidad era de 1000 espectadores.
El estadio era sede de los equipos de la Primera y Segunda división andorrana.